# ビルゲイツハナアブ
ビルゲイツハナアブ（Eristalis gatesi）は、コスタリカの高山にある雲霧林にのみ生息するハナアブの一種である。
学名はマイクロソフトの創業者ビル・ゲイツに献名されたものであり、和名もこの学名に由来する。さらにもう一種、ゲイツの同僚であるポール・アレンに献名されたポールアレンハナアブ（Eristalis alleni）がある。アメリカ合衆国農務省の昆虫分類学研究所（Systematic Entomology Laboratory）によると、献名は「双翅目学に対する彼らの多大な貢献」に対して行われたという。